# كلية الصيدلة (جامعة حلوان)
كلية الصيدلة بجامعة حلوان هي كلية تأسست عام 1995 بموجب القرار الجمهوري رقم 23 لسنة 1995.

## الموقع
تقع الكلية داخل الحرم الجامعي لجامعة حلوان بمنطقة عين حلوان بالقاهرة.

## الدرجات العلمية
في المرحلة الجامعية الأولى:
تمنح الكلية الدرجات العلمية التالية:
-درجة البكالريوس في العلوم الصيدلية.
-درجة البكالريوس في الصيدلة الإكلينيكية (بنظام الساعات المعتمدة).
في مرحلة الدراسات العليا:
تمنح الكلية الدرجات العلمية التالية:
-درجة دبلوم الدراسات العليا.
-درجة الماجستير في العلوم الصيدلية.
-درجة دكتوراة الفلسفة في العلوم الصيدلية.

## مدة الدراسة
مدة الدراسة لنيل في درجة البكالوريوس خمس سنوات جامعية بنظام الفصلين الدراسيين في النظام القديم، وتم تطبيق لائحة جديدة Pharm-D بداية من دفعة عام 2020، والتي تنص على أن تكون السنوات اللازمة لنيل الشهادة 6 سنوات على أن تكون آخر سنة تدريبية إلزامية.

## الأقسام العلمية
- قسم الصيدلانيات.
- قسم العقاقير.
- قسم الميكروبيولوجيا والمناعة.
- قسم الكيمياء الحيوية.
- قسم الأدوية والسموم.
- قسم الكيمياء العضوية الصيدلية.
- قسم الكيمياء التحليلية.
- قسم الكيمياء الصيدلية.
- قسم المقررات الصيدلية.

## روابط متعلقة
http://www.helwan.edu.eg/pharmacy-ar/